# Louis Vasquez
Louis Vasquez (Corsicana, 11 aprile 1987) è un giocatore di football americano statunitense che gioca nel ruolo di offensive guard per i Denver Broncos della National Football League (NFL). Fu scelto nel corso del terzo giro del Draft NFL 2009 dai San Diego Chargers.

## Carriera universitaria
Ha giocato con i Texas Tech Red Raiders squadra rappresentativa dell'università della Texas Tech University
Riconoscimenti vinti: 
- (1) Second-team All-American secondo l'Associated Press e Rivals.com (2008).
- (1) Second-team All-Big 12 (2008).

## Carriera professionistica
Alla NFL Combine del 2009 si è classificato 1º nella Bench Press con 39 ripetizioni.

### San Diego Chargers
Al draft NFL 2009 è stato selezionato come 78a scelta dai Chargers. Il 26 luglio 2009 ha firmato un contratto di 4 anni. Ha debuttato nella NFL il 14 settembre 2009 contro gli Oakland Raiders indossando la maglia numero 65.
Nella stagione 2010 ha saltato 2 partite consecutive per un infortunio al ginocchio e 4 partite sempre consecutive per un infortunio al collo.
Nella stagione 2011 ha giocato 14 partite tutte da titolare.

### Denver Broncos
Il 12 marzo 2013, Vasquez è passato ai Denver Broncos. Con essi nel 2013 ha giocato tutte le 16 partite come titolare, venendo premiato con la prima convocazione al Pro Bowl in carriera e inserito nel First-team All-Pro. Partì come titolare nel Super Bowl XLVIII contro i Seattle Seahawks ma i Broncos furono battuti in maniera netta per 43-8. A fine anno fu votato al 97º posto nella NFL Top 100. Partì nuovamente come titolare nel Super Bowl 50 di due stagioni dopo, dove questa volta conquistò il suo primo titolo nella vittoria sui Carolina Panthers per 24-10.

## Palmarès

### Franchigia
- Super Bowl : 1

Denver Broncos: 50
- American Football Conference Championship: 2

Denver Broncos: 2013, 2015

### Individuale
- Convocazioni al Pro Bowl: 1

2013
- First-team All-Pro: 1

2013

## Statistiche
| Partite totali      | 70 |
| Partite da titolare | 70 |

Statistiche aggiornate alla stagione 2013